# 어니스트 5 - 돌아오다
《어니스트 5 - 돌아오다》(Ernest Rides Again)는 미국에서 제작된 존 R. 체리 3세 감독의 1993년 영화이다. 짐 바니 등이 주연으로 출연하였다. 제작비는 $7,000,000였으며 흥행 수익은 $1,433,496였다.

## 출연

### 주연
- 짐 바니

### 조연
- 론 제임스
- 톰 버틀러
- 린다 캐쉬
- 디 제이 잭슨
- 밋첼 코스터먼
- 듀크 언스버거
- 제프리 필라스
- 릴리언 칼슨
- 찰스 시겔

## 기타
- 공동제작: 톰 로우
- 미술: 크리스 오거스트